# Григоренко Євген Сергійович
Євген Сергійович Григоренко (? — пом. 27 лютого 2022) — сержант Збройних Сил України, учасник російсько-української війни.

## Життєпис
Служив сержантом 95 ОДШБр.
Загинув 27 лютого 2022 року в боях з агресором в ході відбиття російського вторгнення в Україну в районі м. Залізне поблизу м. Горлівки на Донеччні.
Похований в с. Максимівці Карлівської міської громади Полтавського району Полтавської області.

## Нагороди
- орден «За мужність» III ступеня (2022, посмертно) — за особисту мужність і самовіддані дії, виявлені у захисті державного суверенітету та територіальної цілісності України, вірність військовій присязі.[2]